# District d'Avesnes
Le district d'Avesnes est une ancienne division territoriale française du département du Nord de 1790 à 1795.
Il était composé de 9 cantons : Avesnes, Barbençon,Dourlers, Étrœungt, Maroilles, Maubeuge, Prisches, Solre le Château et Trelon.